# Ambassade de Lituanie en Lettonie
L'ambassade de Lituanie en Lettonie est la représentation diplomatique de la République de Lituanie auprès de la République de Lettonie. Elle est située à Riga, la capitale du pays, et son ambassadeur est, depuis 2016, Artūras Žurauskas.

## L'ambassade
L'ambassade se situe à Riga, 24 Rūpniecības iela.

## Ambassadeurs de Lituanie en Lettonie
| De   | A    | Ambassadeur       |
| ---- | ---- | ----------------- |
| 2006 | 2008 | Antanas Vinkus    |
| 2008 | 2011 | Antanas Valionis  |
| 2011 | 2016 | Ričardas Degutis  |
| 2016 | auj. | Artūras Žurauskas |